# Араука (річка)
Ара́ука (ісп. Arauca) — річка у Колумбії та Венесуелі, ліва притока Ориноко. Довжина річки приблизно 1300 км, площа басейну 18 тис. км².
Бере початок у Східній Кордильєрі Колумбії на висоті 4000 м. На значному протязі слугує кордоном між Венесуелою та Колумбією. Далі протікає у Венесуелі низовиною Льянос-Ориноко. Середні витрати близько 950 м³/с.
Паводки характерні з травня по жовтень — листопад. У цей період річка судноплавна на 600 км вгору від гирла.